# 다나베정 (와카야마현)
다나베정(田辺町)은 와카야마현 니시무로군에 설치되었던 정이다.